# Meigné-le-Vicomte

Meigné-le-Vicomte este o comună în departamentul Maine-et-Loire, Franța. În 2009 avea o populație de 314 de locuitori.